# دانکن ریگر
دانکن ریگر (انگلیسی: Duncan Regehr؛ زادهٔ ۵ اکتبر ۱۹۵۲) بازیگر، نویسنده و هنرمند اهل کانادا است.
پدر او روس و مادرش بریتانیایی بودند و خودش تا مدتی، ورزشکار اسکیت نمایشی بود.
از فیلم‌ها یا مجموعه‌های تلویزیونی که وی در آن‌ها نقش داشته است، می‌توان به پیشتازان فضا اشاره نمود.